# Paunat
Paunat település Franciaországban, Dordogne megyében. Lakosainak száma 318 fő (2022. január 1.). Paunat Saint-Avit-de-Vialard, Alles-sur-Dordogne, Le Bugue, Limeuil, Pezuls, Trémolat és Val de Louyre et Caudeau községekkel határos.

## Népesség
A település népességének változása:
| Lakosok száma | 282  | 217  | 246  | 303  | 309  | 305  | 308  | 312  | 314  | 318  |
|               | 1968 | 1982 | 1990 | 2006 | 2013 | 2015 | 2017 | 2019 | 2020 | 2022 |